# Thomas Percy (1729–1811)
Thomas Percy (ur. 13 kwietnia 1729 w Bridgnorth, zm. 30 września 1811) – anglikański duchowny, biskup Dromore, folklorysta. 

## Życiorys
W 1763 przetłumaczył Runiczną poezje z języka islandzkiego. Zebrał i opracował ludowe ballady szkockie, które opublikował w 1765, jako Reliques of Ancient English Poetry. Znacząco przyczynił się do wzrostu zainteresowania narodowym folklorem i pośrednio do rozwoju sentymentalizmu i romantyzmu.